# Transsubstanciacija
Tránssubstanciácija (latinsko transsubstantiatio, starogrško μετουσίωσις, latinizirano: metousiosis) je po nauku Katoliške cerkve »sprememba vse snovi kruha v snov Kristusovega telesa in vse snovi vina v snov Kristusove krvi. Ta sprememba je v evharistični molitvi posledica učinkovanja Kristusove besede in delovanja Svetega Duha. Vendar zunanje značilnosti kruha in vina, to je 'evharistična vrsta', ostajajo nespremenjene.«  Po tem nauku pojma snov in transsubstanciacija nista povezana z nobeno posamezno metafizično teorijo.
Rimskokatoliška cerkev uči, da se pri evharistični daritvi kruh in vino spremenita v Kristusovo telo in kri. Potrditev te doktrine je z besedo transsubstantiate izrazil četrti lateranski svet leta 1215.  Pozneje so ga izpodbijali različni reformatorji 14. stoletja, zlasti John Wycliffe.
Rimskokatoliška cerkev uči, da je način, kako pride do spremembe, skrivnost: »Znaki kruha in vina postanejo na nek način, ki presega razumevanje, Kristusovo telo in kri.« V anglikanizmu ima natančno izrazje, ki se uporablja za sklicevanje na naravo evharistije, sporno interpretacijo: kruh in čaša ali telo in kri; postavi pred ali ponudi; objektivna sprememba ali nov pomen.
V grški pravoslavni cerkvi so o tej doktrini razpravljali pod pojmom metousiosis, ki je bil v 17. stoletju skovan kot neposredni prevod besede transsubstantiatio. V vzhodnem pravoslavju se na splošno o sveti skrivnosti (zakramentu) evharistije pogosteje govori z uporabo alternativnih izrazov, kot so transelementacija (εταστοιχείωσις , metastoicheiosis), preurejanje (μεταρρύθμισις , metaritmiza) ali preprosto sprememba (μεταβολή , metabole).